# Saint Andrew (Dominica)
Saint Andrew é uma das 10 paróquias administrativas de Dominica  Faz fronteira com Saint John e Saint Peter (a oeste), Saint Joseph (a sudoeste) e Saint David (a sudeste).
Com 178,27 km², é a maior paróquia da ilha em área. A sua população é de 10.461 habitantes, o que a torna a segunda paróquia mais populosa, atrás apenas de Saint George.

## Transporte
Algumas das estradas mais excelentes de Dominica podem ser encontradas em grande parte do sistema de estradas de St. Andrew.
A paróquia também possui o aeroporto principal de Dominica (em Melville Hall Estate), que foi inaugurado em 1961. Agora está aberto para pouso noturno.
Em 1982, Anse du Mé foi feito um porto legal; o governo do Canadá forneceu um cais flutuante para a aldeia.

## Indústria
Um complexo de pesca em Marigot Bay começou a operar em meados de 2004.

## Pessoas notáveis
Pessoas bem conhecidas nascidas na paróquia incluem o famoso professor Wills Strathmore Stevens (que dá nome a uma escola Marigot) e o atual primeiro-ministro de Dominica, Roosevelt Skerrit (nascido em Vieille Case).

## Principais cidades
- Atkinson
- Calibishie
- Marigot
- Vieille Case
- Wesley
- Woodford Hill